# Ron Springett
Ronald Deryk George "Ron" Springett (født 22. juli 1935 i London, England - død 12. september 2015) var en engelsk fodboldspiller (målmand), og verdensmester med England fra VM i 1966.
Springett spillede på klubplan for henholdsvis Queens Park Rangers og Sheffield Wednesday. Længst tid tilbragte han hos Sheffield Wednesday, hvor han var tilknyttet i ni sæsoner og nåede næsten 350 ligakampe.
Springett spillede desuden 33 kampe for det engelske landshold. Hans første landskamp var et opgør mod Nordirland 18. november 1959, hans sidste en kamp mod Norge 29. juni 1966.
Han blev udtaget til den engelske trup til VM i 1962 i Chile, og spillede samtlige landets fire kampe i turneringen. Han var også med til at vinde guld ved VM i 1966 på hjemmebane, men var ved denne turnering reservemålmand for førstevalget Gordon Banks.

## Titler
VM
- 1966 med England